# フランス語講座
フランス語講座（ふらんすごこうざ）は、NHKラジオ第2放送で放送された、NHK各国語学講座のひとつ。後番組は「まいにちフランス語」。
20分番組。月～土の放送が基本であるが、月～木は入門編（6ヶ月単位）、金、土は応用編（3ヶ月単位）で構成されていた。2008年4月のNHKラジオの語学番組再編（15分に短縮）に伴い、本放送は2008年3月で終了した。再放送枠「アンコールフランス語講座」は2009年度（2010年3月）まで続けられた。
なお、戦前にも日本放送協会では『フランス語講座』が放送されていた（1925年度から1930年度にラジオ第1放送。1931年度から1934年度までラジオ第2放送）。
戦後にはラジオ第2放送で1952年4月14日から『フランス語講座』が始まり、1954年度からは『フランス語初級講座』（同年度から翌1955年度にかけて『フランス語中級講座』が併存）、1962年度からは『フランス語入門』、1976年度からは『フランス語講座』と名称を変えながら継続して2007年度まで放送されていた。2008年度から後番組は「まいにちフランス語」および「アンコールまいにちフランス語」に引き継がれている。

## 放送時間
- 2008年度、2009年度（アンコールフランス語講座）

月～土　11:00～11:20、23:30～23:50

## 講師

### 2009年度
（アンコールフランス語講座）
入門編
- 六鹿 豊（白百合女子大学教授）（2009年4月～9月、2009年10月～2010年3月）（2002年4月～9月の再放送）

ソフィーとジル
応用編
- 天羽 均（大阪府立大学名誉教授）、オリヴィエ・ジャメ（天理大学教授）（2009年4月～6月、2009年10月～12月）（2002年10月～12月の再放送）

ビジネスで見るフランス～ユーロの時代
- 講師：北村亜矢子（上智大学非常勤講師）（2009年7月～9月、2010年1月～3月）（2007年4月～6月の再放送）
- パートナー：フローレンス・容子・シュードル（慶應義塾大学非常勤講師）

数字が語るフランスの現在

### 2008年度
（アンコールフランス語講座）
入門編
- 杉山利恵子（明治大学教授）（2008年4月～9月、2008年10月～2009年3月）（2004年4月～9月の再放送）

ユミのパリひとり暮らし
応用編
- 中村啓佑（追手門学院大学教授）（2008年4月～6月、2008年10月～12月）（2002年4月～6月の再放送）

旅を楽しく―トラブルなんて気にしない
- 菊池歌子（関西大学教授）（2008年7月～9月、2009年1月～3月）（2003年4月～6月の再放送）

同時通訳のテクニックに学ぼう～聞いて、読む現代フランス

### 2007年度
入門編
- 講師：藤田裕二（玉川大学教授）（2007年4月～9月）
- パートナー：シルヴィ・ジレ＝鈴木（玉川大学教授）

さくらとジュリアンのJAPONウォッチング
- 講師：六鹿豊（白百合女子大学教授）（2007年10月～2008年3月）（2006年4月～9月の再放送）
- パートナー：クリスティーヌ・ロバン＝佐藤（白百合女子大学教授）

ナンシーの4人
応用編
- 講師：北村亜矢子（上智大学非常勤講師）（2007年4月～7月）
- パートナー：フローレンス・容子・シュードル（慶應義塾大学非常勤講師）

数字が語るフランスの現在
- 稲垣直樹（京都大学教授）（2007年7月～9月）（2006年4月～6月の再放送）

『星の王子さま』を読もう
- 井上美穂（上智大学非常勤講師）（2007年10月～12月）（2006年10月～12月の再放送）

Le grand journal～ル・モンドに挑戦
- 北村亜矢子（上智大学非常勤講師）（2008年1月～3月）（2007年4月～6月の再放送）

数字が語るフランスの現在

### 2006年度
入門編
- 講師：六鹿豊（白百合女子大学教授）（2006年4月～9月）
- パートナー：クリスティーヌ・ロバン＝佐藤（白百合女子大学教授）

ナンシーの4人
- 講師：立花英裕（早稲田大学法学部教授）（2006年10月～2007年3月）（2005年4月～9月の再放送）
- パートナー：ジャニック・マーニュ（共立女子大学教授）

立花教授のフランス語の秘密、教えます
応用編
- 稲垣直樹（京都大学教授）（2006年4月～6月）

『星の王子さま』を読もう
- 澤田直（立教大学教授）（2006年7月～9月）（2005年4月～6月の再放送）

ナオとリリーの博物誌～花たちの言葉に耳をかたむける～
- 井上美穂（上智大学非常勤講師）（2006年10月～12月）

Le grand journal～ル・モンドに挑戦
- 井上美穂（上智大学非常勤講師）（2007年1月～3月）（2005年10月～12月の再放送）

Le petit journal～新聞に見るフランス語圏の今～